# Från AdVenta till Kalastider
Från AdVenta till Kalastider är en julskiva från 2010 av Örebro studentsångare. Skivan är inspelad och mastrad av Håkan Sjögren i Närkes Kils kyrka. Dirigent är Fredrik Berglund.

## Låtlista
1. En stjerne skinner i natt
2. Bereden väg
3. Sankta Lucia
4. Himlen hänger stjärnsvart
5. Swing low sweet chariot
6. May It Be
7. Sanctus
8. Ave Maris Stella
9. Wonderchild
10. Sång till Karl-Bertil Jonsson
11. O Holy Night
12. O Come All Ye Faithful
13. Den signade dag
14. Jul, jul, strålande jul
15. O helga natt
16. When You Wish upon a Star